# Raunds
Raunds est une ville de marché et une paroisse civile du Northamptonshire, en Angleterre.